# Günter Matzke-Hajek
Günter Matzke-Hajek (* 1958 in Bonn) ist ein deutscher Naturwissenschaftler (Biologe, Botaniker) und Sachbuchautor. Seine Forschungsschwerpunkte sind die Taxonomie der Gefäßpflanzen sowie die Vegetationskunde und der Artenschutz; sein offizielles botanisches Autorenkürzel lautet „Matzk.“

## Leben
Günter Matzke-Hajek studierte Biologie an der Mathematisch-Naturwissenschaftlichen Fakultät der Rheinischen Friedrich-Wilhelms-Universität in Bonn. Im Jahr 1992 wurde er an der Universität Bonn mit der Dissertation Die Brombeeren (Rubus fruticosus-Agg.) der Eifel und der Niederrheinischen Bucht – Taxonomie, Verbreitung und standörtliche Bindung zum Doktor der Naturwissenschaften (Dr. rer. nat.) promoviert. In den Jahren von 1994 bis 2000 wirkte er als Wissenschaftlicher Assistent bei Forschungsprojekten an der Universität Vechta.
Matzke-Hajek erforschte die Gattung Rubus in Westeuropa und Makaronesien und verfasste einschlägige Monografien sowie Fachartikel für naturwissenschaftliche Zeitschriften. Er veröffentlichte Monografien über Bach- und Flussauen, Gewässerschutz,  virtuelles Wasser und wirkte als Mitautor und Redakteur an den Standardwerken Rote Liste gefährdeter Tiere, Pflanzen und Pilze Deutschlands sowie Tierparadiese unserer Erde mit. Er nahm mehrere Erstbeschreibungen sowie Revisionen in der Gattung Rubus vor.
Seit dem Jahr 2002 schreibt er regelmäßig Beiträge für die Nordrhein-Westfalen-Stiftung Naturschutz, Heimat- und Kulturpflege.
Als Heimatforscher erinnerte er u. a. an die Pontonbrücke („Beer-Bridge“), die im März 1945 zwischen Bonn und Beuel über den Rhein verlegt wurde, die Türme im Bonner Süden, den Absturz eines Gloster-Meteor-Jets in Kessenich im Juni 1956 sowie die örtliche Flora und Fauna. Günther Matzke-Hajek ist ein langjähriger Mitglied beim Naturhistorischen Verein der Rheinlande und Westfalens (NHV).

## Publikationen
- Die Brombeeren (Rubus fruticosus-Agg.) der Eifel und der Niederrheinischen Bucht. Taxonomie, Verbreitung und standörtliche Bindung. (= Dechenania-Beihefte, Heft 32), (zugleich Dissertation; 212 Seiten, Universität Bonn 1992) Naturhistorischer Verein der Rheinlande und Westfalens, Bonn 1993. DNB 931118166
- Auen leben. Vereinigung Deutscher Gewässerschutz e. V. (VDG), Bonn 2007, ISBN 978-3-937579-28-3.
- Abenteuer Auen. Bach- und Flussauen erforschen. Teil: Für die Sekundarstufe. Vereinigung Deutscher Gewässerschutz e. V. (VDG), Bonn 2007, ISBN 978-3-937579-30-6.
- als Mitautor: Tierparadiese unserer Erde. Band 5: Meere. Wissen Media Verlag, Gütersloh 2008, ISBN 978-3-577-07705-7.
- als Mitautor: Bunne, Stielmus, Schözeneere – Herkunft und Geschichte der Nutzpflanzen im Rheinland. Biologische Station Haus Bürgel (Hrsg.), Verlagshaus Wohlfarth, Duisburg 2010, ISBN 978-3874634670.
- Virtuelles Wasser – weniger Wasser im Einkaufskorb. Vereinigung Deutscher Gewässerschutz e. V. (VDG), Bonn 2011, ISBN 978-3-937579-34-4.
- als Mitautor/Redakteur: Rote Liste gefährdeter Tiere, Pflanzen und Pilze Deutschlands (= Naturschutz und Biologische Vielfalt NaBiV):
  - Band 3: Wirbellose Tiere (Teil 1) (= Naturschutz und Biologische Vielfalt, Heft 70 (3)/2011). Bundesamt für Naturschutz, Bonn-Bad Godesberg 2011, ISBN 978-3-7843-5231-2.
  - Band 4: Wirbellose Tiere (Teil 2) (= Naturschutz und Biologische Vielfalt, Heft 70 (4)/2016). Bundesamt für Naturschutz, Bonn-Bad Godesberg 2016, ISBN 978-3-7843-5474-3.
  - Band 6: Pilze (Teil 2) – Flechten und Myxomyzeten (= Naturschutz und Biologische Vielfalt, Heft 70 (6)/2011). Bundesamt für Naturschutz, Bonn-Bad Godesberg 2011, ISBN 978-3-7843-5188-9.
  - Band 8: Pilze (Teil 1) – Großpilze (= Naturschutz und Biologische Vielfalt, Heft 70 (8)/2016). Bundesamt für Naturschutz, Bonn-Bad Godesberg 2016, ISBN 978-3-7843-5454-5.
  - Rote Liste und Gesamtartenliste der Säugetiere (Mammalia) Deutschlands (= Naturschutz und Biologische Vielfalt, Heft 170 (2)/2020). Bundesamt für Naturschutz, Bonn-Bad Godesberg 2020, ISBN 978-3-7843-3772-2.

### Auswahl der Fachartikel
- Der Karpatenbirken-Ebereschen-Blockwald – auch im Rheinischen Schiefergebirge. In: Decheniana, 143 (1990), S. 160–172.
- Die Brombeeren (Rubus fruticosus-Agg.) der Eifel und der Niederrheinischen Bucht – Taxonomie, Verbreitung und standörtliche Bindung. In: Decheniana Beihefte, 32 (1993), S. 1–212.
- Die Brombeer-Flora des rheinland-pfälzischen Taunus und angrenzender Gebiete. In: Mainzer naturwissenschaftliches Archiv, 33 (1995), S. 99–117.
- Neue und wenig bekannte Brombeeren (Rubus L. Subgenus Rubus) aus dem Rheinland. In: Dechenania 149 (1996), S. 36–55.
- Die Verbreitung der Brombeeren (Rubus L. Subgenus Rubus) im Bergischen Land (Nordrhein-Westfalen). In: Jahresberichte des Naturwissenschaftlichen Vereins in Wuppertal, Heft 49 (1996), S. 44–120.
- Zwei übersehene Brombeerarten aus Westdeutschland; Rubus osseus sp. nov. und Rubus speculatus sp. nov. – Herrn Prof. Dr. Dr. Heinrich E. Weber zum 65. Geburtstag gewidmet. In: Osnabrücker naturwissenschaftliche Mitteilungen, Band 23 (1997), S. 211–219. Digitalisat
- Zur Evolution und Ausbreitung apomiktischer Rubus-Arten (Rosaceae) in Offenland-Ökosystemen. In: Bulletin of the Geobotanical Institute ETH, Zürich 63 (1997), S. 33–44.
- Revision der von A. Ade, Th. Braeucker, G. Braun, G. Kükenthal und A. Schumacher aus dem Rheinland beschriebenen Brombeeren (Rubus L., Rosaceae). In: Willdenowia, Band 27 (1997), S. 23–38. doi:10.3372/wi.27.2702
- Zur Rubus-Flora des nördlichen Oberrheingebietes (Baden-Württemberg). In: Carolinea. Beiträge zur naturkundlichen Forschung in Südwestdeutschland. Band 57, 1999, S. 19–26 (zobodat.at [PDF; 3,2 MB; abgerufen am 19. April 2023] gemeinsam mit Andreas Kleinsteuber).
- Taxonomie und Verbreitung von Rubus fissipetalus P. J. Müller und Rubus elegans P. J. Müller im westlichen Mitteleuropa. In: Berichte der botanischen Arbeitsgemeinschaft Süddeutschland, Band 1 (2001), S. 35–46.
- Revision and typification of brambles (Rubus L., Rosaceae) described by P. J. Müller from the Weissenburg region and the Palatinate (France and Germany). In: Candollea 56 (2001), S. 171–195.
- A Revision of Macaronesian Rubus taxa (Rosaceae). In: Edinburgh Journal of Botany 58 (2001), S. 371–382.
- Was ist Rubus gremlii Focke? In: Berichte der Bayerischen Botanischen Gesellschaft, Band 73–74 (2004), S. 14–34. Digitalisat
- Ergänzungen zur Taxonomie und Verbreitung mitteleuropäischer Brombeeren (Rubus L.). In: Kochia, 1 (2006), S. 1–19. Digitalisat
- Rubus caesius, In: Enzyklopädie der Holzgewächse. Handbuch und Atlas der Dendrologie. 2011. (online)
- Rubus idaeus, In: Enzyklopädie der Holzgewächse. Handbuch und Atlas der Dendrologie. 2014. (online)
- Anmerkungen zum Aufsatz von Abraham van de Beek „Validations of the Rubus taxa in Tournefort’s Institutiones and their Corollarium in later literature“ in ‚Adansonia‘, sér. 3, 38:35-53. Hrsg.: GEFD-Arbeitsgruppe Rubus, 2016. (online)
- Nachweise von Farn- und Blütenpflanzen für das Rheinland aus den Jahren 1541 bis 1558. In: Decheniana 169 (2016), S. 115–140.

## Erstbeschreibungen
| - Rubus ambulans - Rubus bombycinus - Rubus bonus-henricus - Rubus carduelis - Rubus cochlearis - Rubus cretatus - Rubus devitatus - Rubus hermes - Rubus imbellis | - Rubus klimmekianus - Rubus limitis - Rubus osseus - Rubus palaefolius - Rubus roberti - Rubus schumacheri - Rubus speculatus - Rubus transvestitus - Rubus ubericus |